# Бертхолд (Северна Дакота)
Бертхолд (енгл. Berthold) град је у америчкој савезној држави Северна Дакота.

## Демографија
По попису из 2010. године број становника је 454, што је 12 (-2,6%) становника мање него 2000. године.
| Група             | 2000.       | 2010.       |
| Белци             | 455 (97,6%) | 440 (96,9%) |
| Афроамериканци    | 1 (0,2%)    | 1 (0,2%)    |
| Азијати           | 1 (0,2%)    | 0 (0,0%)    |
| Хиспаноамериканци | 6 (1,3%)    | 8 (1,8%)    |
| Укупно            | 466         | 454         |